# Chafalonías
Chafalonías es una película en blanco y negro de Argentina dirigida por Mario Soffici sobre el guion de Hugo Moser según el cuento de Guy de Maupassant que se estrenó el 17 de noviembre de 1960 y que tuvo como principales intérpretes a Malvina Pastorino, Eduardo Sandrini, Alberto Bello y Inés Moreno.

## Sinopsis
Un hombre simple y bonachón se entera luego de la muerte de su esposa que esta lo engañaba.

## Reparto
Participaron en el filme los siguientes intérpretes:
| Actor             | Personaje                            |
| ----------------- | ------------------------------------ |
| Luis Sandrini     | Ángel Fossatti                       |
| Malvina Pastorino | Lidia de Fossatti                    |
| Eduardo Sandrini  | Gastón Rivera                        |
| Alberto Bello     | Embajador de Petrovnia               |
| Inés Moreno       | Sobrina de la Sra. de Pizarro Blasco |
| Nora Massi        | Julia                                |
| Maruja Lopetegui  |                                      |
| Osvaldo Terranova | Cuidador del cementerio              |
| Mary Capdevila    | Sra. de Pizarro Blasco               |
| Amalia Bernabé    | Micaela                              |
| Eduardo de Labar  |                                      |
| Roberto Lombard   |                                      |
| Antonio Provitilo |                                      |
| Aída Villadeamigo |                                      |
| Warly Ceriani     |                                      |
| Orestes Soriani   |                                      |
| Carlos Cotto      |                                      |
| Délfor Medina     |                                      |

## Comentarios
Clarín consideró la película:

”Una realización chata, anticuada y elemental.”

Por su parte Manrupe y Portela escriben:

”Soffici y Sandrini en un intento de salir de lo común, frustrado por la personalidad del protagonista.”